# Грејс Парк
Грејс Парк (енгл. Grace Park; Лос Анђелес, 14. фебруар 1974) је канадско-америчка глумица корејског порекла. Јавности је позната по улози хуманоидног Сајлон модела Број осам у ТВ серији Свемирска крстарица Галактика, посебно као Шерон „Бумер“ Валериј и Шерон „Атина“ Агатон.

## Биографија
Рођена у Лос Анђелесу, Калифорнија, Сад, Грејс је одрасла у Ванкуверу, Британска Колумбија, Канада где се породица Парк преселила када је Грејс било 22 месеца. На Универзитету Британске Колумбије дипломирала је психологију. За време студија, радила је као модел. Године 2004. удала се за Фила Кима са којим је претходно била у вези 3 године. Венчању, одржаном у Мексику присуствовала је глумачка екипа Свемирске крстарице Галактика. Себе сматра за Канађанку корејанског порекла. Грејс је провела годину дана студија на Универзитету у Сеулу.
Грејс је почела да се бави глумом 2000. године појављивањем у филму Ромео мора умрети са Џет Лијем и покојном Алајом у главним улогама. У годинама које следе појавила се у ТВ серијама The Outer Limits, Beyond Belief, Dark Angel, The Immortal и Stargate SG-1 као и у канадској тинејџерској ТВ серији Еџмонт. 
2007. године добила је улогу поручника Сандре Телфер у рачунарској игри, стратегији у реалном времену Command & Conquer 3: Tiberium Wars заједно са колегиницом из Свемирске крстарице Галактика Тришом Хелфер. Исте године снимила је филм Западна 32. улица (енгл. West 32nd) o корејском подземљу у Њујорку. Године 2008. Грејс Парк је добила улогу Акани Куеста у ТВ серији The Cleaner, а исте године се придружила глумачкој екипи Канадске ТВ серије The Border као специјални агент Лиз Карвер. У 2009. години, Грејс је имала камео појављивање у ТВ серији Место злочина: Лас Вегас (енгл. CSI: Las Vegas). Грејс је изразила жељу да глуми у филму који је посвећен догађајима у Кореји за време Другог светског рата, посебно оним везаним за тзв. утешне жене (енгл. Comfort women). Термин је еуфемизам за жене приморане да раде у војним борделима, посебно оне коришћене као сексуално робље од стране јапанских војних власти за време Другог светског рата.
Читаоци магазина Максим су 2005. године изабрали Грејс Парк за 81. на листи 100 најсексипилнијих жена, а следеће године на 93. место.

### Свемирска крстарица Галактика
Грејс Парк је 2003. године добила улогу Сајлонског хуманоидног модела Број осам у римејку научно-фантастичне ТВ серије Свемирска крстарица Галактика. Грејс је прво конкурисала за улогу Анастазије „Ди“ Дуала коју је добила Кандис Маклур и била је једна од двоје финалиста за улогу Каре „Старбук“ Трејс која је отишла Кејт Сакхоф. Улога Броја осам се сматра најкомплекснијом улогом у целој серији због разних варијација овог модела сајлонског хуманоида, који се у психолошком смислу разликују једни од других. Од свих варијанти посебно се истичу сајлонски агент спавач познат као Шерон „Бумер“ Валериј која увиђа грешку у почињеном геноциду над људском расом и Шерон „Атина“ Агатон која је због љубави према официру у редовима Галактике издала расу Сајлонаца и прешла на страну расе људи. 
Свемирска крстарица Галактика у свом опусу има и снимњена два дугометражна филма. Први је снимљен 2007. године под називом Свемирска крстарица Галактика: Бријач, а 2009. године завршено је снимање другог филма Свемирска крстарица Галактика: План у којима Грејс Парк тумачи улогу поручника Шерон „Бумер“ Валериј.

## Филмографија
| Улоге Грејс Парк |                                                 |                   |                                |          |
| Година           | Српски назив                                    | Изворни назив     | Улога                          | Напомена |
| 2000.            | Ромео мора умрети                               |                   |                                |          |
| 2000.            |                                                 |                   | Луан                           |          |
| 2000—2001.       |                                                 |                   | Микико                         |          |
| 1997—2001.       | На граници могућег                              |                   | Сатчко                         |          |
| 2001.            | Мрачни анђео                                    |                   |                                |          |
| 2001.            |                                                 |                   | поручник Сатерфилд             |          |
| 2002.            |                                                 |                   | Шармен                         |          |
| 2003.            |                                                 |                   | Ејми                           |          |
| 2003.            |                                                 |                   | Синтиа Вонг                    |          |
| 2003.            | Звездана крстарица галактика: Минисерије        |                   | поручник Шерон „Бумер“ Валериј |          |
| 2003—2004.       |                                                 |                   | Фран Јошида                    |          |
| 2004.            |                                                 |                   |                                |          |
| 2004.            | Андромеда (серија)                              |                   | Доктор 26Керол                 |          |
| 2004.            |                                                 |                   |                                |          |
| 2001—2005.       | Еџмонт                                          |                   | Шенон Нг                       |          |
| 2007.            |                                                 |                   | поручник Сандра Телфар         |          |
| 2007.            |                                                 |                   | Лила Ли                        |          |
| 2007.            | Свемирска крстарица Галактика: Бријач           |                   | поручник Шерон „Бумер“ Валери  |          |
| 2008.            |                                                 |                   | Хана Мун                       |          |
| 2008—2009.       | Свемирска крстарица Галактика: Лице непријатеља |                   | број Осам                      |          |
| 2004—2009.       | Свемирска крстарица Галактика                   |                   | поручник Шерон Валери          |          |
| 2009.            | Место злочина: Лас Вегас                        |                   |                                |          |
| 2009.            |                                                 |                   | Акани Куеста                   |          |
| 2009.            |                                                 |                   | специјални агент Лиз Карвер    |          |
| 2009.            | Свемирска крстарица Галактика: План             |                   | поручник Шерон „Бумер“ Валери  |          |
| 2010.            | HAWAII FIVE−O                                   | −{HAWAII FIVE−O}- | kono kalakaua                  |          |